# Denkmal der Luftheroen

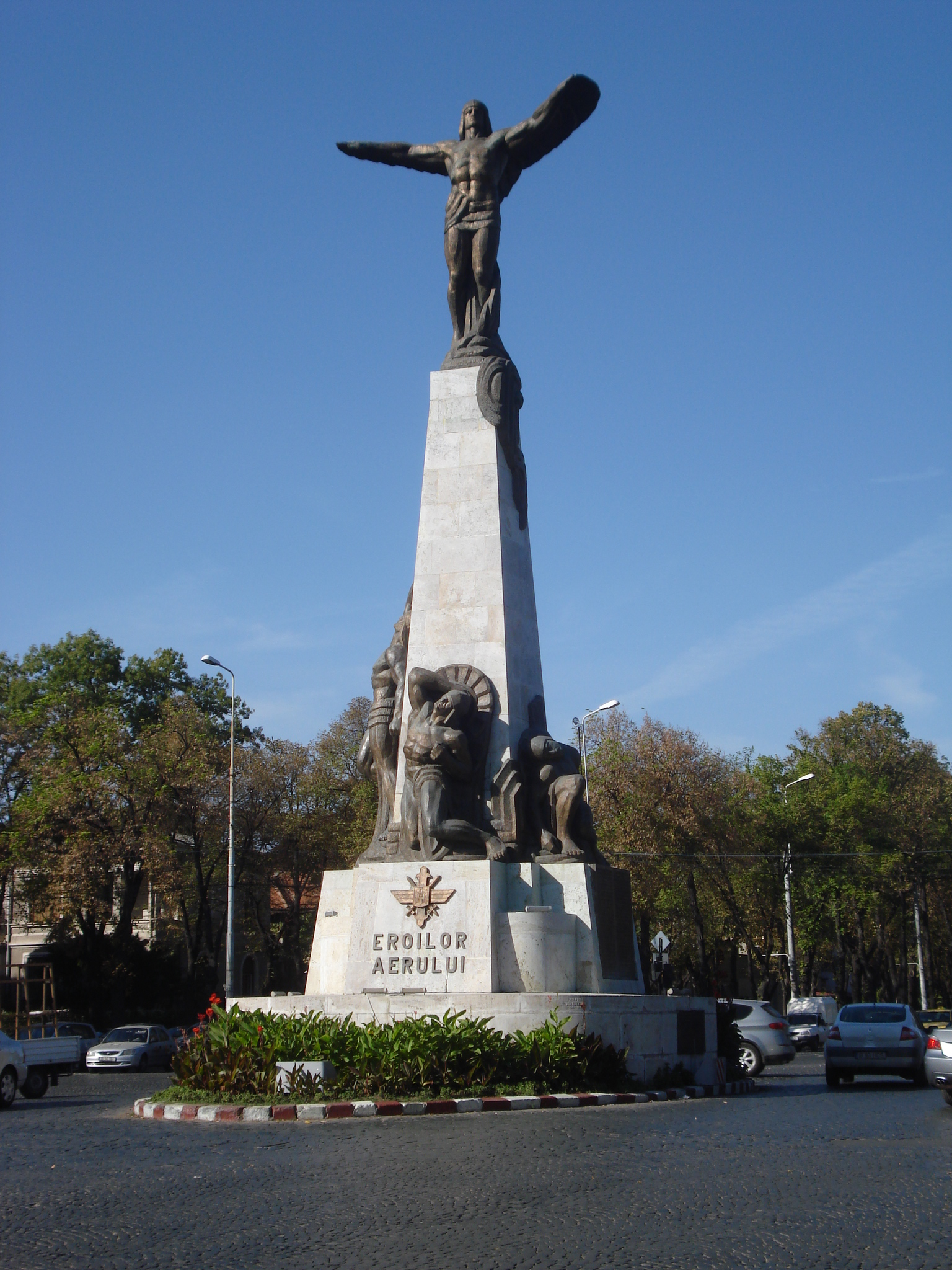
Denkmal der Luftheroen

Das Denkmal der Luftheroen (Monumentul Eroilor Aerului, auch Monumentul Aviatorilor genannt) ist ein von den Bildhauern Lidia Kotzebuie (1895–1944) und Iosif Fekete Negrulea (1903–1979) geschaffenes Bukarester Fliegerdenkmal und Wahrzeichen der Stadt.
Entsprechend dem in der Zwischenkriegszeit international gepflegten elitären Kult der (meist der Aristokratie angehörigen) Fliegerasse wurde 1927 ein hochrangig besetztes Komitee gegründet, um den in Erfüllung ihrer Aufgabe abgestürzten rumänischen Fliegern ein entsprechendes Denkmal zu setzen. Nach Einsendung von 20 Entwürfen wurde in geheimer Abstimmung der Entwurf von Lidia Kotzebuie prämiert. Er zeigt einen geflügelten Mann auf einem Obelisken. Weitere Figuren umranken die Basis des Monuments. Das 20 m hohe Denkmal (davon beträgt die Höhe der krönenden Figur 5 m) wurde am 22. Juli 1935 feierlich enthüllt und den Eroilor Aerului gewidmet. Es befindet sich im Norden des Stadtzentrums auf der ebenfalls den Fliegern gewidmeten Piața Aviatorilor, etwa in der Mitte des Bulevardul Aviatorilor, unweit des Triumphbogens.
Koordinaten: 44° 27′ 35″ N, 26° 5′ 9,9″ O